# Alan Tjuringov institut
Alan Tjuringov institut je nacionalni institut Ujedinjenog Kraljevstva za nauku o podacima i veštačku inteligenciju. On je osnovan 2015. godine i velikim delom je finansiran od strane Britanske vlade. Ime je dobio po Alanu Tjuringu, britanskom matematičaru i pioniru računarstva.

## Upravljanje
Institut Alan Turing je nezavisno pravno lice u privatnom sektoru, koje deluje neprofitno i kao dobrotvorna organizacija. On predstavlja zajednički poduhvat između Univerziteta u Kembridžu, Univerziteta u Edinburgu, Univerziteta u Oksfordu, Univerzitetskog koledža u Londonu (UCL) i Univerziteta u Vorviku, odabran na osnovu međunarodne recenzije. Institutu se 2018. godine pridružilo osam dodatnih univerzitetskih partnera: Univerzitet Kvin Mari u Londonu, Univerzitet u Lidsu, Univerzitet u Mančesteru, Univerzitet u Njukaslu, Univerzitet u Sauthamptonu, Univerzitet u Birmingemu, Univerzitet u Ekseteru i Univerzitet u Bristolu.
Istraživački savet inženjerskih i fizičkih nauka (Engineering and Physical Sciences Research Council, EPSRC), primarni finansijer instituta, takođe je član zajedničkog preduzeća. Primarna odgovornost za osnivanje Instituta Alana Tjuringa dodeljena je EPSRC-u, uz kontinuirano angažovanje u oblikovanju instituta od strane Odeljenja za poslovnu, energetsku i industrijsku strategiju (BEIS) i Vladine kancelarije za nauku. Predsednik Instituta Alan Tjuring, imenovan u julu 2022, je Dag Gur; Džin Ines je generalni direktor instituta od jula 2023. Između 2018. i 2023. direktor instituta i izvršni direktor bio je ser Adrijan Smit.

## Spoljašnje veze
- Zvanični veb-sajt
- Theory and Algorithms in Data Science Seminar – a series of talks at the Alan Turing Institute

51° 31′ 46″ N 0° 07′ 37″ W / 51.52944° С; 0.12694° З